# Kin'iro no Corda
La Corda d'Oro (金色のコルダ Kin'iro no Koruda) là một sê-ri trò chơi nhập vai hướng tới khán giả nữ trong sê-ri Neoromance của KOEI. Tựa đề này thỉnh thoảng còn được viết là La Corda d'oro, tiếng Ý cho Dây Đàn Vàng.
La Corda d'Oro nguyên bản là game nhập vai PlayStation 2 được sản xuất bởi hãng Koei. Mangaka Kure Yuki dựa trên cốt truyện game để sáng tác ra bộ manga cùng tên và anime của nó cũng đã được khởi chiếu. Tác phẩm hiện được đăng thành sêri trên tạp chí Lala. Gần đây, mười bốn tập đã được phát hành ở Nhật Bản.
Bộ anime chuyển thể từ manga, mang tựa La Corda D'oro hay "Kin'iro No Corda", được phát sóng bởi TV Tokyo từ tháng 10 năm 2006 đến tháng 3 năm 2007. Bộ anime còn được trình chiếu trên Animax với tựa là La Corda d'oro: Primo Passo. Nó được lên sóng những hệ thống truyền thông riêng biệt trên toàn thế giới, bao gồm Hồng Kông và Đài Loan, cũng như dịch và lồng tiếng sêri thành tiếng Anh cho những hệ thống truyền thông dùng tiếng Anh như Đông Nam Á và Nam Á, và những vùng khác.
Hai tập OVA của Kin'iro no Corda: Secondo Passo đã được thông báo, nhằm giới thiệu 3 nhân vật mới của game: Kaji Aoi; Etou Kiriya và Kira Akihiko, và nhà phát sóng Kids Station chiếu tập đầu tiên vào ngày 26 tháng 3.
'La Corda d'oro' dịch theo nghĩa đen là 'Sợi Dây Vàng' (La: "Sợi" (như "the"), Corda: "Dây", D'oro: "Vàng"), nhưng đặt vào ngữ cảnh thì là 'Cung Đàn Vàng' (biểu tượng của học viện Seiso và cũng là tên chính thức của bộ manga này khi phát hành ở Việt Nam). Primo Passo nghĩa là 'bước đầu tiên', trong khi Secondo Passo nghĩa là 'bước thứ hai'.
Ở Việt Nam, bộ manga "Cung Đàn Vàng" được phát hành chính thức bởi Nhà Xuất Bản Tuổi Trẻ từ ngày 20 tháng 2 năm 2008. Đây là bộ manga đầu tiên được in ấn theo phong cách R2L của Nhật Bản tức là đọc từ phải qua trái, từ sau ra trước, có bìa gấp.

## Cốt truyện
Hino Kahoko là học sinh năm hai khối phổ thông thuộc học viện Seiso. Một nữ sinh trung học bình thường như bao người khác. Một hôm, cô đi học trễ và vô tình nhìn thấy Lili, người tự xưng là thiên thần âm nhạc và cho rằng Kahoko có tố chất nên mới nhìn thấy được cậu. Tất nhiên là khi trông một người bé nhỏ có cánh đang lơ lửng giữa không trung thì Kahoko đã cho rằng mình đang tưởng tượng ra và rất hoảng loạn. Thêm nữa, ngay hôm sau, tên của Kahoko, một cô gái không biết gì về nhạc, lại xuất hiện trong danh sách những người tham gia và cuộc tuyển chọn âm nhạc, một cuộc thi danh giá được tổ chức hằng năm tại trường mà nhiều học sinh học khoa Âm nhạc phải ganh đua quyết liệt để giành một vé tham gia.
Để tham gia thi, Lili trao cho Kahoko cây đàn violon thần kì, một cây đàn mà bạn có thể chơi hay dù bạn không biết tí gì về loại nhạc cụ này. Kahoko từ chối, càng bị ép buộc thêm bởi thiên sứ, người liên tục cằn nhằn cô cho đến khi cô đồng ý lời cầu khẩn của Lilli. Khi tập luyện các bản nhạc, Kahoko ngạc nhiên vì cô có thể chơi bất kì bài nào miễn là cô biết giai điệu và chơi nhạc bằng trái tim. Cô sau đó ngày càng gắn bó với những chàng trai quanh cô trong cuộc thi.

## Bối cảnh
Câu chuyện diễn ra ở Yokohama, Kanagawa. Học viện Seiso là trường mà Kahoko và hầu hết các nhân vật theo học. 

### Giới thiệu Học viện Seiso
Học viện Seiso rất nổi tiếng, được chia ra thành hai khoa: khoa Phổ thông và Âm nhạc. Hệ thống giáo dục ở hai khoa khác nhau. Những học sinh khoa Phổ thông có chương trình học giống như bao trường cấp 3 Nhật Bản khác. Trong khi đó, những học sinh khoa Âm nhạc chọn một nhạc cụ cho khóa học của mình. Học sinh Khoa Phổ thông và Âm nhạc không học chung tiết nào. Họ học ở hai tòa nhà khác biệt, mỗi khoa một tòa riêng.

### Sự ra đời của Học viện Seiso
Theo như lời dẫn, mong ước của một người nhạc công nọ là mở một trường âm nhạc tại quê hương. Một hôm ông tình cờ cứu được một thiên thần bé nhỏ. Khi biết được nguyện vọng của ông, thiên thần ấy đã hứa rằng sẽ tặng cho Học viện Seiso, ngôi trường người nhạc công thành lập một món quà âm nhạc đặc biệt. Tượng của thiên thần đã được đặt trang trọng ở trung tâm lối vào.

### Phòng học
Trường học này có vẻ rất lớn và danh giá vì có phòng tập nhạc riêng cho những học sinh muốn luyện tập sau giờ học. Những phòng này đều được trang bị một chiếc đàn piano đứng và nhiều nhạc cụ khác. Ngoài ra còn có cả một thính phòng to, rộng, nơi mà những cuộc thi âm nhạc diễn ra xuyên suốt sêri, chứa được một dàn nhạc cỡ 20 người.

## Trang phục
Học sinh khoa Phổ Thông mặc áo xám và dựa theo giới tính, họ mặc váy hay quần trắng. Trong khi đó, học sinh khoa Âm nhạc thì mặc khoác màu kem với quần hoặc váy xám.
Đối với học sinh khoa Âm nhạc, nam sinh đeo khăn cổ còn nữ sinh đeo ruy băng. Học sinh khoa Phổ thông đeo ca vát và khăn quàng cổ ngắn lần lượt cho nam và nữ.
Để xác định năm nào một học sinh theo học (năm nhất, năm hai, năm ba), một khối gắn với một màu nhất định, thể hiện trên khăn cổ, ruy băng, ca vát hay khăn quàng cổ ngắn. Những học sinh năm nhất mang màu chàm nhạt, những học sinh năm hai mang màu đỏ và năm ba mang xanh đậm.

## Nhân vật
Kahoko là nhân vật nữ chính của sêri. Cô là học sinh năm thứ hai học viện Seiso và học bên khoa Phổ thông. Kahoko có tính cách ấm áp, thân thiện, thành thật và thẳng tính; điều này thể hiện rõ qua cách cô thể hiện mình khi chơi đàn violin. Cô ấy dường như không nhận biết được quan tâm của các chàng trai vây quanh cô suốt câu truyện.

### Trang chính thức
- Website chính thức (tiếng Nhật)
- Kin'iro no Corda: Primo Passo @ TV Tokyo (tiếng Nhật)
- Kin'iro no Corda: Primo Passo @ Gamecity.ne.jp (tiếng Nhật)
- Kin'iro no Corda (game) @ Gamecity.ne.jp (tiếng Nhật)
- Kin'iro no Corda (psp game) @ Gamecity.ne.jp (tiếng Nhật)
- Kin'iro no Corda 2 (ps2game) @ Gamecity.ne.jp (tiếng Nhật)
- Kin'iro no Corda 2 (psp game) @ Gamecity.ne.jp (tiếng Nhật)

### Các trang khác
- Kin'iro no Corda ({{{type}}}) tại từ điển bách khoa của Anime News Network (tiếng Anh)
- La Corda d'oro: Primo Passo ({{{type}}}) tại từ điển bách khoa của Anime News Network (tiếng Anh)